# NGC 5867
NGC 5867 este o galaxie situată în constelația Dragonul. A fost descoperită în 25 aprilie 1851 de către William Parsons, 3rd Earl of Rosse⁠(d).